# David Bateson
David Bateson (* 9. Februar 1960 in Durban, Südafrika) ist ein britischer Schauspieler, Synchronsprecher und Komiker. Bekannt wurde er durch seine Synchronisation von Agent 47, dem Protagonisten der Hitman-Serie, bekannt, dessen Rolle er seit dem Jahr 2000 spricht.

## Biografie
Bateson begann mit dem Schauspielern, noch bevor er 1984 nach Großbritannien zurückkehrte. Später zog er zeitweilig nach Kanada und lebt jetzt in Kopenhagen. Außerdem ist er Mitglied der British Equity und der Danish Actors’ Association.
Seine erste größere Rolle hatte er 1994 im Film Der Prinz von Jütland als Hother. Er spielte auch 1996 im Film Breaking the Waves  die Rolle eines jungen Seemanns und 2002 die Hauptrolle des Kurzfilms Debutanten.
In der Hitman-Serie ist er die Stimme von Agent 47 bzw. war es bis zum fünften Spiel, danach wurde er aus dem Franchise ausgeschlossen, indem von IO Interactive keine weiteren Reaktion auf seine Anfragen kamen. Laut eigenen Aussagen konnte er aus rechtlichen Gründen keine weiteren Details zu dem Fall veröffentlichen. Schließlich kehrte er als Stimme des Hauptcharakters in Hitman: Absolution im Jahr 2012 zurück. Am 16. Juni 2015, einen Tag nach der Ankündigung von Hitman (Computerspiel, 2016), bestätigte Bateson auf Twitter, dass er zukünftig wieder der Sprecher von Agent 47 ist.

## Filmografie

### Filme und Serien
- 1994: Den Enes Død
- 1994: Der Prinz von Jütland (Prince of Jutland) als Hother
- 1995: Carl Th. Dreyer: My Métier (Dokumentarfilm)
- 1995: Kun en Pige als Korrespondent
- 1996: Krystalbarnet
- 1996: Spoon River
- 1996: Breaking the Waves als junger Seemann
- 1997: Another You
- 1998: Midnight Angels
- 2000: Hilfe! Ich bin ein Fisch (Help! I’m a Fish) als Kommandant Shark, General Crab (Stimme)[12]
- 2001–2003: Langt fra Las Vegas als Irer
- 2002: Debutanten als Bill (Kurzfilm)
- 2002: One Hell of a Christmas als Tommy
- 2003: A Royal Family als Erzähler
- 2003: Rembrandt als Stor Mand
- 2005: The Core (Dokumentarfilm)[13]
- 2005: Hero of God
- 2008: Anna Pihl als Mr. Reed (TV, eine Episode)
- 2008: Klovn als Dave (TV, eine Episode)
- 2008: Sunshine Barry und die Discowürmer (Disco ormene) als Jimmy, Manager und Erzähler[12]
- 2008: Maj & Charlie als Fitness Chef (TV, eine Episode)
- 2008: Aurum als Mark Boland
- 2009: Headhunter als Dr. Leipmann[14]
- 2010: Protectors – Auf Leben und Tod (Livvagterne) als Shane (TV, fünf Episoden)
- 2010: Schmutzige Schokolade als Erzähler (Dokumentarfilm)
- 2011: Borgen – Gefährliche Seilschaften (Borgen) (TV, zwei Episoden) – zusätzliche Stimmen
- 2011: The Micro Debt als Erzähler (Dokumentarfilm)
- 2011: The Life and Death of Thomas Simeon (Erzähler)
- 2011: Freddy Frogface als Bardini, Schmied, Carlo Androkles und Ole Antonioni (Stimme)[12]
- 2012: Ivan the Incredible als Fleischer, Lehrer, mürrischer Fischer (Stimme)[12]
- 2013: A Tribute to J. J. Abrams (Kurzfilm) als Bouncer (Stimme)
- 2013: Taming the Quantum World als Erzähler (Dokumentarfilm)
- 2013–2014: Aftenshowet (TV, zwei Episoden)
- 2014: Exodus: Humanity Has a Price als Kommandant
- 2014: Monte Carlo elsker USA als Sprecher
- 2014: Upstart
- 2016: Huldra: Lady of the Forest als Mike
- 2016: Digital Romance als Kane (Kurzfilm)
- 2016: Bitter Grapes als Erzähler (Dokumentarfilm)
- 2016: Real Life Hitman als Agent 47 (Stimme) (Kurzfilm)
- 2018: The Messenger als Boss und Erzähler (Kurzfilm)
- 2020: Breeder als Sprecher
- The Exigency II: Course of Action (TBA) als Wache (Stimme)

### Videospiele
- 2000: Hitman: Codename 47 als Agent 47[12]
- 2002: Hitman 2: Silent Assassin als Agent 47, Agent 17
- 2004: Hitman: Contracts als Agent 47[12]
- 2006: Hitman: Blood Money als Agent 47[12]
- 2012: Hitman: Absolution als Agent 47[12]
- 2016: Hitman als Agent 47[12]
- 2018: Hitman 2 als Agent 47[12]
- 2020: Lightmatter als Virgil
- 2021: Hitman 3 als Agent 47